# Chanaz
Chanaz é uma comuna francesa na região administrativa de Auvérnia-Ródano-Alpes, no departamento da Saboia. Estende-se por uma área de 6.75 km². Em 2010 a comuna tinha 531 habitantes (densidade: 78,7 hab./km²).